# Abstoß (Wipperfürth)
Abstoß ist ein Ortsteil  von Wipperfürth im Oberbergischen Kreis im Regierungsbezirk Köln in Nordrhein-Westfalen (Deutschland).

## Lage und Beschreibung
Abstoß liegt südwestlich von Wipperfürth im Tal des Baches Flosbach an der Grenze zur Gemeinde Lindlar. Nachbarorte sind Oberbenningrath, Ballsiefen, Thier, Niederflosbach und der zur Gemeinde Lindlar gehörende Ort Oberbüschem.
Politisch wird der Ort durch den Direktkandidaten des Wahlbezirks 15 (150) Thier im Rat der Stadt Wipperfürth vertreten.

## Geschichte
1443 wird der Ort erstmals unter der Bezeichnung Affstol in einem Verzeichnis über die Einkünfte und Rechte des Kölner Apostelstifts aufgeführt. Die Karte Topographia Ducatus Montani aus dem Jahre 1715 zeigt zwei Höfe und bezeichnet sie mit Abstos. Die Topographische Aufnahme der Rheinlande von 1825 zeigt auf umgrenztem Hofraum vier getrennt voneinander liegende Grundrisse und bezeichnet diese mit Abstos In der Preußischen Uraufnahme von 1840 bis 1844 wird die Schreibweise Abstoss verwendet.

## Busverbindungen
Über die Haltestellen Ballsiefen und Ommerborn Abzweig der Linie 426 (VRS/OVAG) ist Abstoß an den öffentlichen Personennahverkehr angebunden.

## Wanderwege
Der vom SGV ausgeschilderte Rundwanderweg A5 führt durch den Ort.